# Tribunal da Relação de Guimarães
O Tribunal da Relação de Guimarães é um tribunal português de segunda Instância, sediado em Guimarães, com competência para a apreciação de recursos das decisões dos tribunais de comarca. 
A Relação de Guimarães tem jurisdição territorial sobre as comarcas de Braga, Bragança, Viana do Castelo e Vila Real.
O Tribunal da Relação de Guimarães foi criado pelo decreto-lei nº 186-A/99, de 31 de maio, tendo sido instalado em 2002. 
A Relação de Guimarães está instalada na Casa dos Coutos, em Guimarães. 